# Kanton Bagnoles de l'Orne Normandie
Kanton Bagnoles de l'Orne Normandie (voorheen Kanton Bagnoles-de-l'Orne) is een kanton van het Franse departement Orne. Het kanton maakt deel uit van het arrondissement Alençon en telde in 2018 13.162  inwoners.
Het kanton werd gevormd ingevolge het decreet van 25 februari 2014 met uitwerking op 22 maart 2015.
 Het decreet van 5 maart 2020 heeft de naam van het kanton aangepast aan de naam van zijn hoofdplaats.

## Gemeenten
Het kanton omvatte bij zijn oprichting 23 gemeenten.
Op 1 januari 2016 werden:
- de gemeenten La Baroche-sous-Lucé, Beaulandais, Juvigny-sous-Andaine, Loré, Lucé, Saint-Denis-de-Villenette en Sept-Forges samengevoegd tot de fusiegemeente (commune nouvelle) Juvigny Val d'Andaine.
- de gemeenten Bagnoles-de-l'Orne en Saint-Michel-des-Andaines samengevoegd tot de fusiegemeente (commune nouvelle) Bagnoles de l'Orne Normandie.
- de gemeenten L'Épinay-le-Comte, Passais en Saint-Siméon samengevoegd tot de fusiegemeente (commune nouvelle) Passais Villages.
- de gemeenten La Chapelle-d'Andaine, Couterne, Geneslay en Haleine samengevoegd tot de fusiegemeente (commune nouvelle) Rives d'Andaine.

Sindsdien omvat het kanton de volgende gemeenten:
- Bagnoles de l'Orne Normandie
- Ceaucé
- Juvigny Val d'Andaine
- Mantilly
- Passais Villages
- Perrou
- Rives d'Andaine
- Saint-Fraimbault
- Saint-Mars-d'Égrenne
- Saint-Roch-sur-Égrenne
- Tessé-Froulay
- Torchamp